# 戸隠森林植物園

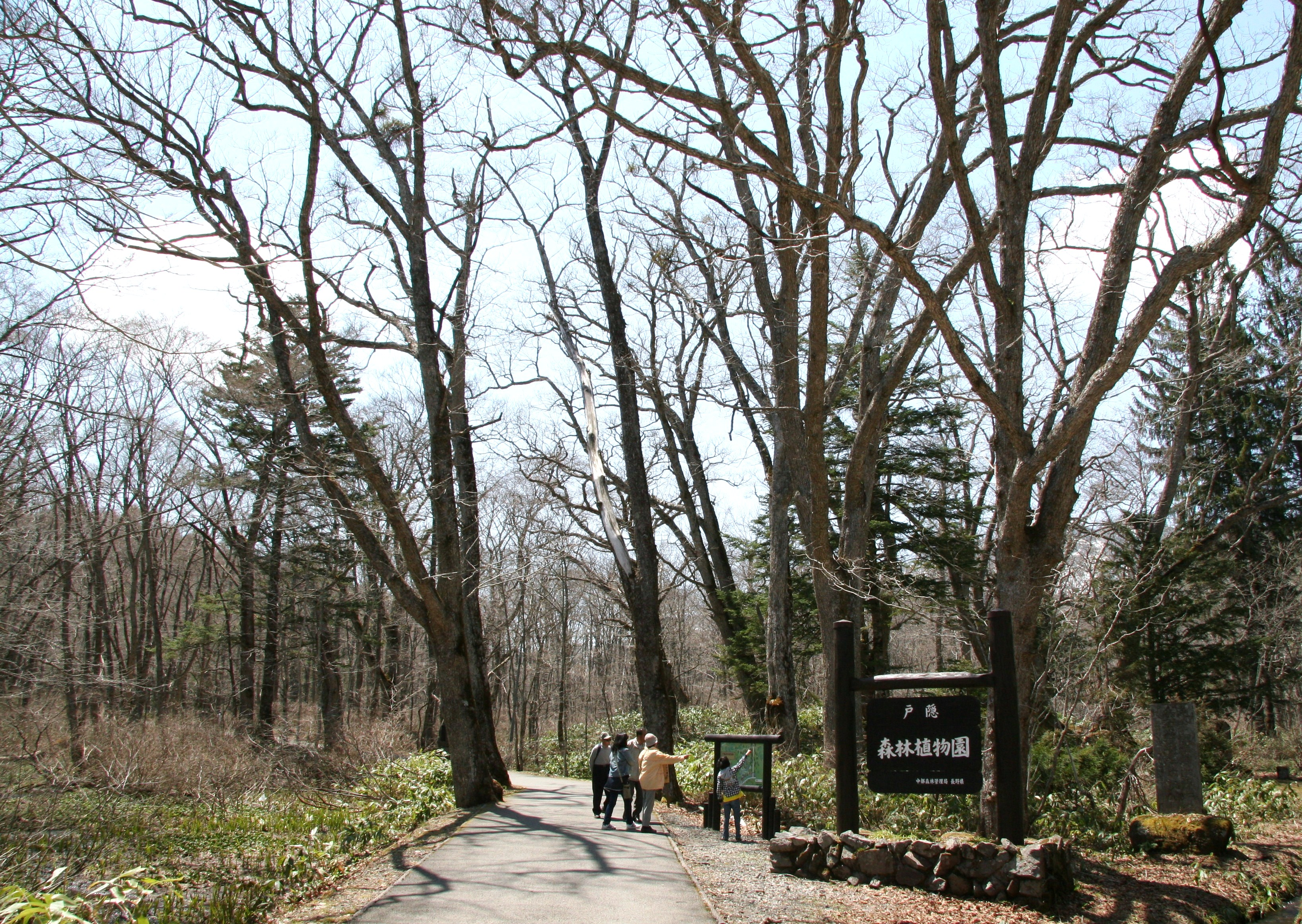
戸隠森林植物園

戸隠森林植物園（とがくししんりんしょくぶつえん）は、長野県長野市戸隠にある植物園である。妙高戸隠連山国立公園内にある。

## 概要
戸隠の自然があふれる植物園。入園無料。
昭和39年（1964年）長野県で開催された第15回国土緑化大会及び、全国植樹祭を記念し、県民のレクリエーションや自然探索、自然や森林に関する知識の普及を図る場として設置された。ミズバショウの群生をはじめ、咲き競う花々をめぐる散策の小径が広がり、降り注ぐ小鳥のコーラスが魅力的である。「八十二森のまなびや」には戸隠の自然や生き物についての知識や情報がいっぱい。四季ごとに園内で自然観察会が開かれる。
昭和60年（1978年）に第33回国民体育大会が県内で開催された際には、昭和天皇の行幸先の一つに選ばれている。

### 開園時間
- 開館時間：午前9時30分～午後4時30分まで
- 休館日：毎週月曜日(月曜日が祝日・振替休日の場合は翌日)
- 12月1日～翌年4月の第4金曜日まで

### 戸隠森林植物園
- 開園時期：昭和43年（1968年）8月
- 造成期間：昭和39年（1964年）～昭和44年（1969年）度
- 区域等：長野市戸隠71.34ha(管理区域長野県11.48ha、中部森林管理局59.86ha）
- 施設等：野生生物観察施設、高山植物園、植物観察園、いこいの森、みどりが池、屋外トイレ２箇所ほか

### 八十二森のまなびや～ecologyBank82戸隠森林館～（戸隠森林学習館）
館内には戸隠の森林を再現した「体感ジオラマ」、「戸隠の四季」を迫力映像で上映する「大型マルチビジョンシアター」、戸隠の野鳥や花の情報など自然観察に役立つ情報を学べる「情報サロンー戸隠の自然ー」などがある。平成24年（2012年）7月から株式会社八十二銀行がネーミングライツを取得しており、「八十二森のまなびや～ecologyBank82戸隠森林館～」の呼称を用いている。

### 詳細
- 設置目的：森林の持つ公益的機能の保全の意識が高まる中、森林・林業等に対する理解と普及啓発の促進を図るため、その学習拠点施設として森林植物園の敷地内に建設された。
- 開館時期：平成10年（1998年）10月12日
- 入館料：無料
- 施設規模等：652平方メートル(展示室、学習室等、管理室、その他)
- 展示物(コーナー)：インフォメーション…施設案内・屋外観察スポット等の開設
  - 戸隠の森とともに…戸隠の自然、森の成り立ち、機能等の紹介
  - 戸隠の森林探検…森の表情、生き物たちの営みをジオラマで再現
  - 戸隠の森自然…パソコン等により楽しみながら学習
  - マルチビジョンシアター…森林の四季等をマルチビジョンの映像により紹介
  - 森の図書館…森林・文化・歴史等の資料の閲覧
  - 標本展示…戸隠に生息する鳥獣等の展示
- 住所：長野県長野市戸隠3510-35
- 電話番号：026-254-2200

### 交通アクセス
- 公共交通機関  - 長野駅からバス（戸隠線）にて約70分。「森林植物園」下車すぐ。
- 最寄りバス停 - 「森林植物園」 アルピコ交通（長野地区）
- 車でのアクセス - 上信越自動車道信濃町ICより戸隠方面へ約30分。（約18ｋｍ）

。